# Conrad Asquith
Conrad Robin Asquith (Oxford, 10 febbraio 1945) è un attore britannico.

## Filmografia

### Cinema
- Sky bandits, regia di Zoran Perisic (1986)
- Cacciatore bianco, cuore nero (White Hunter Black Heart), regia di Clint Eastwood (1990)
- Robin Hood - Principe dei ladri (Robin Hood: Prince of Thieves), regia di Kevin Reynolds (1991)
- Le cinque vite di Hector (Begin Human), regia di Bill Forsyth (1994)
- Cold Fish, regia di David Fairman (2001)
- 7 Lives, regia di Paul Wilkins (2011)
- Stanlio & Ollio (Stan & Ollie), regia di Jon S. Baird (2018)

### Televisione
- Village Hall - serie TV, episodio 2x02 (1975)
- The Legend of Robin Hood - miniserie TV, 4 puntate (1975)

## Doppiatori italiani
- Dario Penne in Cacciatore bianco, cuore nero
- Franco Zucca in Stanlio & Ollio

## Ascendenza
|                                    |                              |                                    | Genitori                             |  |  | Nonni |  |  | Bisnonni                                           |  |  | Trisnonni            |  |
|                                    |                              |                                    |                                      |  |  |       |  |  | Herbert Henry Asquith, I conte di Oxford e Asquith |  |  | Joseph Dixon Asquith |  |
|                                    |                              |                                    |                                      |  |  |       |  |  | Herbert Henry Asquith, I conte di Oxford e Asquith |  |  | Joseph Dixon Asquith |  |
|                                    |                              | Emily Willans                      |                                      |  |  |       |  |  | Herbert Henry Asquith, I conte di Oxford e Asquith |  |  |                      |  |
| Herbert Asquith                    |                              |                                    |                                      |  |  |       |  |  | Herbert Henry Asquith, I conte di Oxford e Asquith |  |  |                      |  |
|                                    |                              | Helen Kelsall Melland              | Frederick Melland                    |  |  |       |  |  |                                                    |  |  |                      |  |
|                                    |                              | Helen Kelsall Melland              | Frederick Melland                    |  |  |       |  |  |                                                    |  |  |                      |  |
|                                    |                              | Helen Kelsall Melland              | Ann Heap Kelsall                     |  |  |       |  |  |                                                    |  |  |                      |  |
| Simon Asquith                      |                              | Helen Kelsall Melland              |                                      |  |  |       |  |  |                                                    |  |  |                      |  |
|                                    |                              | Hugo Charteris, XI conte di Wemyss | Francis Charteris, X conte di Wemyss |  |  |       |  |  |                                                    |  |  |                      |  |
|                                    |                              | Hugo Charteris, XI conte di Wemyss | Francis Charteris, X conte di Wemyss |  |  |       |  |  |                                                    |  |  |                      |  |
|                                    |                              | Hugo Charteris, XI conte di Wemyss | Anne Anson                           |  |  |       |  |  |                                                    |  |  |                      |  |
| Cynthia Charteris                  |                              | Hugo Charteris, XI conte di Wemyss |                                      |  |  |       |  |  |                                                    |  |  |                      |  |
|                                    |                              | Mary Wyndham                       | Percy Scawen Wyndham                 |  |  |       |  |  |                                                    |  |  |                      |  |
|                                    |                              | Mary Wyndham                       | Percy Scawen Wyndham                 |  |  |       |  |  |                                                    |  |  |                      |  |
|                                    |                              | Mary Wyndham                       | Madeline Campbell                    |  |  |       |  |  |                                                    |  |  |                      |  |
| Conrad Asquith                     |                              | Mary Wyndham                       |                                      |  |  |       |  |  |                                                    |  |  |                      |  |
|                                    | Lawrence Jones, IV baronetto | Willoughby Jones, III baronetto    |                                      |  |  |       |  |  |                                                    |  |  |                      |  |
|                                    | Lawrence Jones, IV baronetto | Willoughby Jones, III baronetto    |                                      |  |  |       |  |  |                                                    |  |  |                      |  |
|                                    | Lawrence Jones, IV baronetto | Emily Taylor-Jones                 |                                      |  |  |       |  |  |                                                    |  |  |                      |  |
| Lawrence Evelyn Jones, V baronetto | Lawrence Jones, IV baronetto |                                    |                                      |  |  |       |  |  |                                                    |  |  |                      |  |
|                                    |                              | Evelyn Mary Bevan                  | James Johnstone Bevan                |  |  |       |  |  |                                                    |  |  |                      |  |
|                                    |                              | Evelyn Mary Bevan                  | James Johnstone Bevan                |  |  |       |  |  |                                                    |  |  |                      |  |
|                                    |                              | Evelyn Mary Bevan                  | Arabella Hedley                      |  |  |       |  |  |                                                    |  |  |                      |  |
| Vivien Jones                       |                              | Evelyn Mary Bevan                  |                                      |  |  |       |  |  |                                                    |  |  |                      |  |
|                                    |                              | Albert Grey, IV conte Grey         | Charles Grey                         |  |  |       |  |  |                                                    |  |  |                      |  |
|                                    |                              | Albert Grey, IV conte Grey         | Charles Grey                         |  |  |       |  |  |                                                    |  |  |                      |  |
|                                    |                              | Albert Grey, IV conte Grey         | Caroline Eliza Farquhar              |  |  |       |  |  |                                                    |  |  |                      |  |
| Evelyn Grey                        |                              | Albert Grey, IV conte Grey         |                                      |  |  |       |  |  |                                                    |  |  |                      |  |
|                                    |                              | Alice Holford                      | Robert Stayner Holford               |  |  |       |  |  |                                                    |  |  |                      |  |
|                                    |                              | Alice Holford                      | Robert Stayner Holford               |  |  |       |  |  |                                                    |  |  |                      |  |
|                                    |                              | Alice Holford                      | Mary Anne Lindsay                    |  |  |       |  |  |                                                    |  |  |                      |  |
|                                    |                              | Alice Holford                      |                                      |  |  |       |  |  |                                                    |  |  |                      |  |